# Sojuz TMA-13M
Sojuz TMA-13M (ryska: Союз ТMA-13M) var en flygning i det ryska rymdprogrammet. Flygningen transporterade Maksim Surayev, Gregory R. Wiseman och Alexander Gerst till och från Internationella rymdstationen.
Farkosten sköts upp från Kosmodromen i Bajkonur, 28 maj 2014, med en Sojuz-FG-raket. Farkosten dockade med rymdstationen den 29 maj 2014.
Den 10 november 2014 lämnade man ISS. Några timmar senare återinträdde den i jordens atmosfär och landade i Kazakstan.
I och med att farkosten lämnade rymdstationen var Expedition 41 avslutad.